# Calle de Lope de Vega
La Calle de Lope de Vega es una calle del Madrid de los Austrias, dentro del Barrio de las Letras. Desciende desde la calle del León hasta el paseo del Prado a la altura de la puerta de Velázquez del Museo del Prado. Antes se llamó calle Cantarranas, hasta que en 1844 tomó el nombre del Fénix de los Ingenios, cuya Casa-Museo -paradójicamente- no se encuentra en esta calle sino en la vecina y paralela dedicada a otro genio contemporáneo suyo, Miguel de Cervantes. El origen de su antiguo y curioso nombre fueron al parecer los grandes charcos que formaban las huertas del antiguo monasterio de san Jerónimo el Real en la zona más baja de la calle.

## Edificios

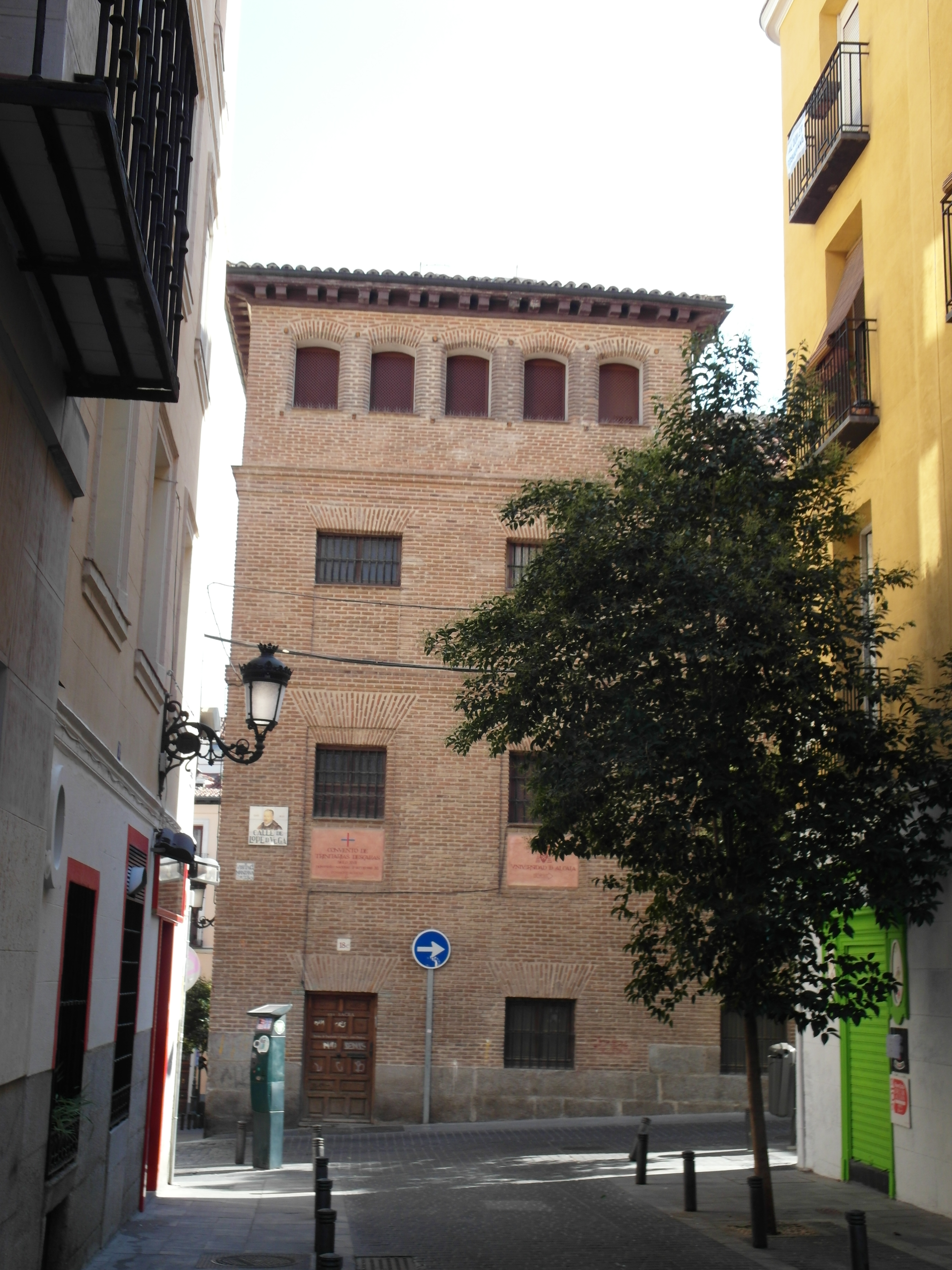
Esquina del convento de Trinitarias Descalzas, en la calle Lope de Vega, desde la calleja de San Agustín.

En la parte alta de la calle, en el número 18, se encuentra el todavía convento de las Trinitarias, en cuya primitiva iglesia fue enterrado Miguel de Cervantes en 1616 y en el que vivieron su clausura una hija natural de Cervantes, y a partir de 1621 Sor Marcela de san Félix, antes de profesar Marcela del Campo, hija del propio Lope. Es famoso el rodeo que la comitiva del entierro del Fénix de los Ingenios tuvo que dar para pasar por delante de las Trinitarias y pudiera verlo su hija aquel 28 de agosto de 1635. En 1868, iglesia y convento se salvaron de ser demolidos gracias a la intercesión de la Real Academia, que presidía entonces el marqués de Molíns, alertados por Mesonero Romanos, cronista y vigilante protector de la Villa de Madrid. Para disuadir a futuros especuladores y brutos, Molins y Mesonero colocaron en la fachada del edificio, cerca de la esquina con la calle de San José, unas lápidas y relieves esculpidos por Ponzano.

### Vecinos
Entre sus insignes vecinos hay que mencionar al cómico Juan Rana, que aunque nacido en un pueblo de la provincia de Valladolid, vivió la mayor parte de su vida en la que fue calle de Cantarranas, falleciendo el 20 de abril de 1672. En 1868, uno de sus herederos en la farándula del siglo XIX, Julián Romea, también murió en una casa de esta calle (que ya no se conserva, pues se levantó en ella la iglesia de la Congregación de la Misión, vulgarmente llamada 'de los Paúles').

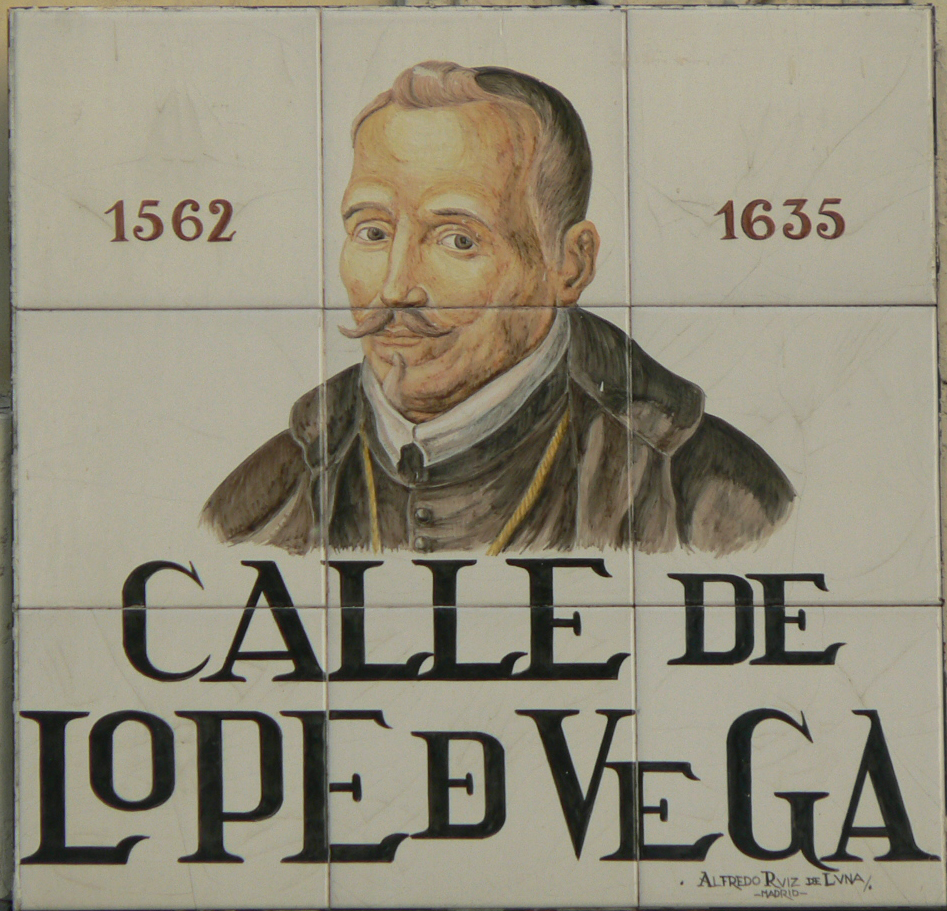
Calle de Lope de Vega, en Madrid. Callejero de azulejos del ceramista Ruiz de Luna.

Mesonero da noticia de otros curiosos vecinos, como la beata Clara, al parecer impostora y sacrílega curandera y que acabó en las fauces de la Inquisición Española. Répide añade el dato de que en la misma casa que ocupó la falsa beata hubo instalada luego una logia masónica. También, en el número 45, casi al final de la calle, murió el 23 de marzo de 1844 Agustín Argüelles, presidente de las Cortes en 1841 y tutor de Isabel II después de haber sido «el Divino» por su oratoria durante las Cortes de Cádiz. Otros vecinos políticos y diplomáticos que llegaron al límite de su vejez en ese mismo inmueble de esta calle fueron Martín de los Heros y Ramón Gil de la Cuadra.